# Caraboidea
Caraboidea, natporodica kukaca u redu kornjaša ili tvrdokrilaca. Sastoji se od dvije porodice s preko 39 000 vrsta, a većina pripada porodici trčaka.

## Porodice
1. Carabidae Latreille, 1802
2. Trachypachidae C. G. Thomson, 1857